# Francesco Petrini
Francesco Petrini (Berlín, 1744 - París, 1819) fou un arpista i compositor fill d'un arpista de l'orquestra de la cort, el qual li ensenyà el seu art, assolint ben aviat el deixeble superar al professor. El 1765 el duc de Mecklenburg-Schwerin el contractà per als seus serveis, i cinc anys després Petrini es traslladà a París, on més tard adquirí molta fama com arpista i compositor d'obres per a arpa. També ensenyà harmonia. Publicà de la seva composició, quatre concerts, vuit sonates, molts duets i variacions; un Mèthode de harpe i un Système d'harmonie (1796), editat i arranjat posteriorment amb el títol Etude préliminaire de la composition selon le nouveau système d'harmonie en soixante accords (París, 1810). El seu fill (París 1775-~1800?), també es dedicà a l'arpa, i malgrat haver mort molt jove (25 anys), deixà publicats dos llibres de sonates per a arpa, una col·lecció de cants amb acompanyament d'arpa, etc.